# Iván Marino
Iván Marino (Rosario, 1968) és un videoartista argentí, resident a Espanya, referent entre els artistes llatinoamericans pel que fa a media art i del videoart. A principis dels anys 90, la seva obra i el seu interès per la investigació en l'àmbit audiovisual van rebre el reconeixement internacional i el suport de les Fundacions Antorchas, Rockefeller i MacArthur.

## Biografia
Ivan Marino va néixer a Rosario (Argentina). En aquesta ciutat va realitzar els seus estudis de cinema. Des de bon començament es va interessar pel format experimental, i es va dedicar al videoart i al documental “d'autor”. Quan es va centrar en la investigació audiovisual es va traslladar a estudiar a Califòrnia i posteriorment a Alemanya, va residir a Berlín, Colònia i Karlsruhe. Va ser durant la dècada dels 90 quan va produir projectes a importants institucions de l'art com són les universitats de Califòrnia (Departament de Cinema i Televisió, UCLA), EUA), de Berlín (HDK Berlin University of the Arts, Filminstitut), de Colònia (el KHM, Academy of Media Art), de Karlsruhe (el ZKM Center for Art and Media). Actualment resideix a Barcelona a on es va traslladar l'any 2000. Des de llavors, a més de treballar com a artista i investigador, també es dedica a la docència universitària; des de l'any 2000 ha estat professor de Creació Audiovisual, entre altres assignatures, a la Universitat Ramon Llull, de Barcelona. L'any 2004 va començar a impartir classes de vídeo digital a la Universitat Pompeu Fabra, per al Màster de Arts Digitals. També ha estat docent a altres universitats tant de Barcelona com de l'estranger.

## Obra i estil
En els seus primers documentals i obres de videocreació Iván Marino es col·loca darrere la càmera i actua com a observador de la realitat de l'entorn i de les persones que observa. El fet d'observar de manera objectiva no té un vincle obligatori amb el concepte de veritat. La presència del càmera inclou la subjectivitat dels fets.
En els vídeos documentals Un dia Bravo (1987-1999), Siesta (1997) i Cinc retrats d'una dona asseguda (2007) es veu que hi ha un interès en mantenir-se neutral, amb certa distància del què o qui és observat. A aquestes obres utilitza la representació del cos per a expressar emocions, també observa de manera detinguda la malaltia per endinsar-se en el laberint de la ment i aquestes observacions del cos, la malaltia i la ment impliquen la presència de la mort. Utilitza els cossos, les mirades, les emocions i els detalls per a introduir-nos al subconscient, però a la vegada sense perdre el contacte amb el suport físic de la realitat.
A la seva obra aconsegueix donar-li un efecte multisensorial, per exemple el sentit del tacte es suggereix mitjançant les textures de la pell, presentada de manera insistent a l'obra Letanies (2000), i el sentit de l'olfacte present gràcies a la utilització d'elements naturals com és el vent que sofreix la dona nua enfront de la càmera a aquesta mateixa obra. El recorregut de la càmera seguint en detall el cos nu de la dona crea un cos fragmentat que representa el vincle carnal que ens uneix amb el món. En aquesta obra relaciona el físic amb el físic, en lloc d'altres treballs a on trobem la relació de la ment amb el físic.
El seu interés com artista se centra en el llenguatge, en la seva construcció, de-construcció, la seva interpretació, traducció, però específicament en el llenguatge audiovisual, ja que utilitza una càmera per a enregistrar uns fenòmens concrets.
A la seva obra es pot advertir que amb el distanciament pretén transformar la percepció de qui observa. L'obra de Marino evidència que l'espectador és un traductor, cada un crea el recorregut personal i li confereix la seva interpretació. En desarticular, a la majoria de les seves obres, l'ordre de les imatges aconsegueix rompre la percepció de qui mira l'obra per provocar el distanciament i posterior reflexió. Utilitza com a recursos els aparells i estratègies de programació per establir distància entre el realitzador i l'obra, per tal de donar-li autonomia a la peça.
Els anys 2006 i 2007 la seva instal·lació anomenada Els Desastres (2006) va ser realitzada amb el suport del MEIAC, Museu Extremeny e Iberoamericà d'Art Contemporani, i aquestes varen ser exposades a la mostra individual Tampoc durant l'any 2009. En Marino fragmenta les accions representades a les imatges, i aquestes fragmentacions passen a formar part d'una base de dades on seran manipulades per un programa informàtic i projectades a una pantalla. Els Desastres es basa en una sèrie d'instal·lacions audiovisuals computeritzades que volen evidenciar les relacions de les persones amb la violència i amb els mitjans de representació audiovisual. Aquesta obra està formada per les instal·lacions següents: L'imaginari de Goya, Sangue, Lingua, El garrot, Forca, i PN=n!. Aquestes instal·lacions han estat concebudes a partir d'imatges violentes, de ficció i reals, exposades públicament tant a mitjans massius com a Internet. En certa manera Marino es va inspirar en l'obra de Goya, Els desastres de la guerra (1810-1820), creada a partir d'imatges de situacions de violència, fam, insolidaritat, mort, etcètera. En Goya se centra i treu aspectes concrets de les imatges qüestionant la condició humana. Marino a la seva obra també aïlla la imatge amb la intenció de transformar-les i així generar un impacte en qui observa la violència. D'aquesta manera la imatge quan és aïllada pren una dimensió universal i queda referida al conjunt de la humanitat.
A més, en aquestes instal·lacions en Marino introdueix l'aleatorietat de la màquina. Com ho fa? A l'obra Sangue (2006) que és el registre que ha pres un operador de càmera a la guerra de Irak, es tracta de la imatge que es va gravar just el moment després d'esclatar una bomba, la càmera cau en terra, una gota de sang esquitxa la lent i la càmera des d'en terra continua gravant les terribles imatges, mentre la gota llisca la lent. En Marino reordena aquesta seqüència de seixanta fotogrames mitjançant un algorisme que de manera automàtica i sense subjecte canvia successivament la disposició dels plans. Per altra banda aquí no intervé un objectiu final per què no hi ha subjecte, no hi ha un mediador que intervingui entre la realitat real i l'aparell que la registra. És important ressenyar que l'operació algorísmica que actua sobre l'encadenament dels fotogrames no té cap pretensió, no existeixen causes ni efectes. El procés deriva de l'atzar de la màquina, sense cap raó, previsió o pretensió.
Aquestes fórmules matemàtiques que executen els comportaments visuals i sonors, ho fan de manera aleatòria, però seguint una lògica pròpia segons alguns paràmetres predefinits per l'autor. Per exemple, a la instal·lació PN=n!' Marino parteix d'una seqüència de la pel·lícula La passió i la mort de Joana d'Arc (Dreyer, 1928), fragmentada en 42 plans, dividits en tres subconjunts respectant l'estructura dramàtica de l'escena original a on es veuen enquadraments de la víctima, el torturador, els observadors i la màquina. Amb la fórmula matemàtica que anomena l'obra les presses són rearticulades mitjançant l'algorisme programat que és qui controla els continguts de la peça audiovisual. Hi ha milions de variants que permeten que la seqüència evolucioni de manera continuada. Aquestes variants constitueixen diferents maneres de visualitzar el turment de la protagonista i la manera d'actuar dels torturadors. Comenta en Marino: "el programa de la tortura, como el primer software diseñado por el ser humano para estudiar la voluntad".
A les obres El garrot, Lingua i Forca en Marino juga amb la insinuació de la bestiesa i amb el poder d'atracció que genera aquest joc en les persones, quan intenten veure i esbrinar les imatges de la violència que es mostren i s'oculten a la vegada.
Es pot veure que no és necessari incloure objectes a una videoinstal·lació sinó que es tracta de donar una lectura diferent mitjançant la posada en escena que, com diu na Christine Van Assche, suposi l'activació de la percepció física, psíquica i emotiva de l'espectador.
Una altra de les característiques que defineix el seu treball és també la reflexió damunt la relació amb l'espai arquitectònic. Investiga i produeix obres en suports interactius i telemàtics (Net art, web art, network, streaming video online i xarxes en general) utilitza la tecnologia streaming per convidar a l'usuari a construir la seva propia història partint dels seus vídeos.
L'any 2002 l'autor va crear una versió per a Internet a partir del seu documental experimental (En el regne del somni de la mort) In Death's Dream Kingdom, (2002) aquest vídeo inicial representa una sèrie d'instants, emocions, mirades, i detalls. Són petits poemes de curta duració en blanc i negre on utilitza el color per ressaltar alguns detalls i dirigir la nostra atenció. Aquest és filmat a diferents centres per a persones amb malalties mentals o impediments físics. La versió per a Internet està composta per una sèrie d'interfícies que ofereixen recorreguts no lineals d'aquests fragments videogràfics. Cada interfície constitueix una unitat narrativa. Cada usuari amb el ratolí de l'ordinador pot traslladar-se mitjançant els diferents interactors gràfics que es troben al llarg dels diferents nivells de navegació, decidint així el seu propi recorregut audiovisual.
L'any 2010 en Marino va voler fer un homenatge a Dan Graham i reprèn les idees d'un projecte no realitzat anomenat "Emissió/Recepció" de l'any 1976, en aquell moment en Graham volia mostrar el mecanisme que hi havia darrere de la notícia, de l'espectacle televisiu. Per aconseguir-ho instal·laria càmeres de TV dintre de l'estudi de Televisió i a les sales d'estar de les cases de les famílies tipus americanes. Amb això generaria un circuit tancat amb què emetria mitjançant els circuits de cable que estaven de moda en aquell moment.
Resumint, la idea d'en Graham era mostrar la tasca que es desenvolupa en segon pla, tant de la part de l'emissor com la del receptor. Mostraria tres resultats, un seria la imatge del programa realitzat, una altra seria la sala de la família que visiona el programa i la darrera seria la imatge que mostra el interior de l'estudi de gravació deixant a la vista com es produeix el programa.
En Marino a l'exposició TV/ARTS/TV amb l'obra 24 hores reprèn aquesta idea i la trasllada a un altre tipus de TV que és la Web TV. Ell genera un circuit tancat de televisió, (CCTV) amb el que serà la mostra o exhibició 24 hores en el propi museu. Aquest circuit tancat en realitat és un Circuit Obert perquè posa a disposició de l'espectador l'accés a totes les parts del museu en el que es presenta l'exhibició, no només les zones visibles sinó també aquelles que no són generalment obertes al públic, com poden ser el cuarto de neteja, les oficines on es prepara la producció, les sales on es guarden obres que no es presenten a la mostra actual, etcétera. Amb aquesta composició el que pretén és reflexionar sobre el valor simbòlic de l'espai arquitectònic i l'espectacle de l'exposició. El que potser sembla interessant en Marino és l'espai expositiu com a nucli de reflexió de l'obra.
Aquí l'espectador té l'oportunitat de reinterpretar les obres d'en Marino no només de visionar-les. A més aquesta experiència permet a l'espectador entrar a l'espai de l'exposició mitjançant una càmera web senzilla i d'aquesta manera passar a formar part de la mostra, quedant projectat en alguna de les finestres que es mostren, convertint-se en protagonista de l'obra. Podem dir que en aquestes instal·lacions sense espectador no existeix l'obra.

## Principals instal·lacions
- 24 hores. Programa en temps real del museu. (Homenatge a una producció no realitzada de Dan Graham, 1976 anomenada “Emissió/Recepció) 2010
- Els Desastres. Una sèrie d'instal·lacions (L'imaginari de Goya, Sangue, Lingua, El garrot, Forca i PN=n!) comissionades per un museu contemporani, MEIAC, Espanya. 2006[25]
- Textfields. Instal·lació computeritzada. Dintre d'aquest llenç digital, les paraules es traslladen d'una banda a l'altra de la pantalla creant conceptes o simples moviments amb variables aleatòries. Convida al público a reflexionar damunt el sentit i el no sentit, damunt l'ordre del llenguatge i el caos estètic de les coses il·lògiques. 2008[26]
- Metrónomo #. Instal·lació audiovisual computeritzada. Aquesta inclou un metrònom analògic, una pantalla HD i un ordinador. 2009

## Premis
- 2006 Primer premi en Creació Digital pel projecte Los Desastres. MALBA, Fundació Telefònica, Buenos Aires, Argentina.
- 2006 Primer premi en Creació Multimedia per Sangue. 12 Festival Internacional d'Arts Digitals i Cultures de Gran Canaria. Las Palmas de Gran Canaria, Espanya.
- 2005 Finalista Videokunstpreis amb In Death’s Dream Kingdom (En el regne del somni de la mort) (versió Net). Festival Internacional d'Art Electronic de ZKM, Centre of Art and Media, Karlsruhe, Alemanya.
- 1998 Tercer premi per De la Colonia. Videobrasil. Festival Internacional de vídeo São Paulo, Brasil
- 1998 Segon premi per De la Colonia Concurso Vídeo Buenos Aires, Centre Cultural Espanya, Buenos Aires, Argentina[21]
- 1997 Primer premi per De la Colonia. Festival Internacional de Vídeo i Cinema de Hannover. Hannover, Alemanya.
- 1995 Primer premi per Un dia Bravo. Festival International de Vídeo. Belo Horizonte, Brasil.[27]
- 1995 Primer premi per Ir a. Festival Internacional de Video. Belo Horizonte. Brasil.